# Moussaka

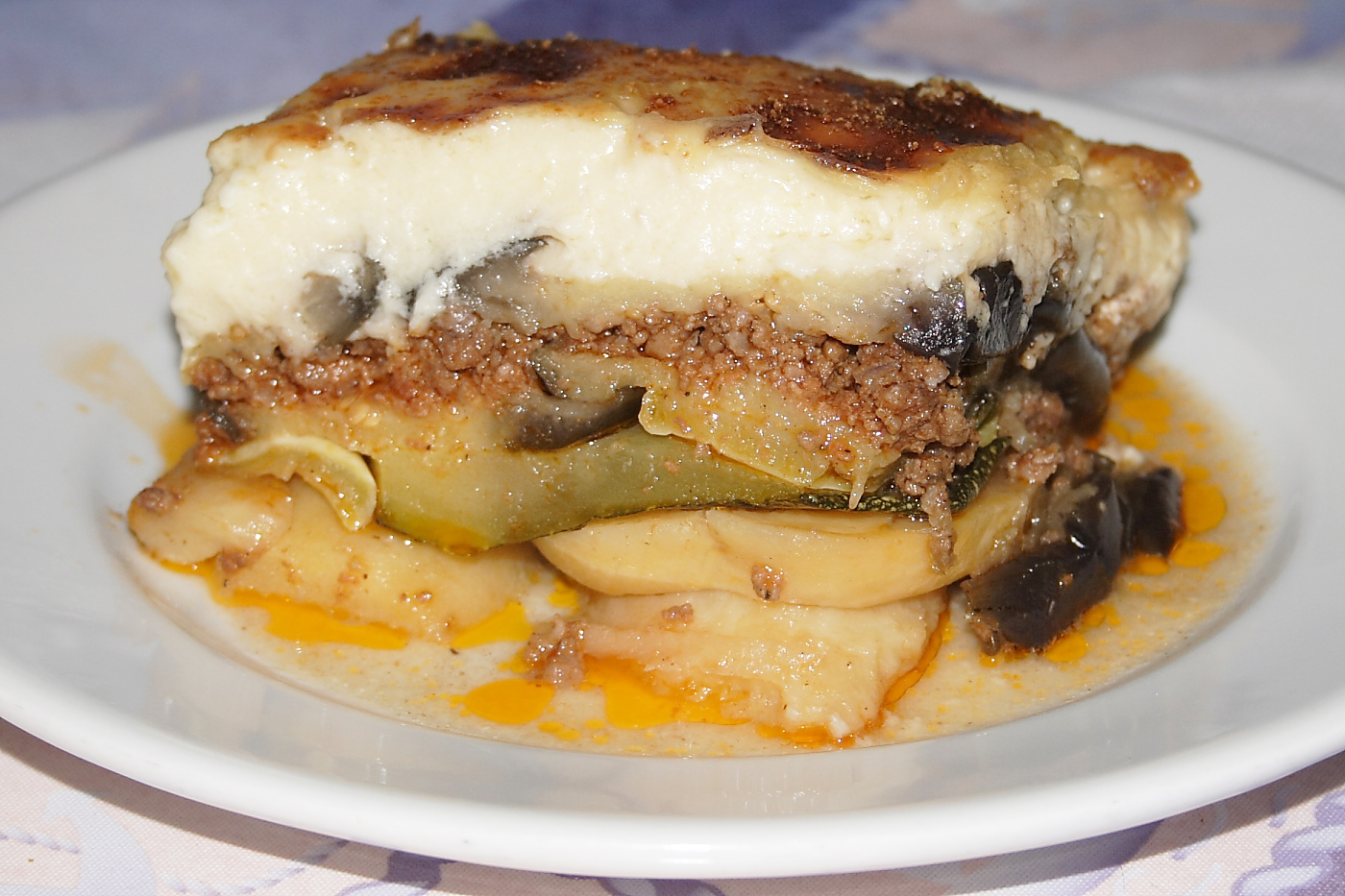
Moussaka mit Auberginen und Kartoffeln

Als Moussaka (von arabisch musaqqā, ‚befeuchtet‘, in Bezug auf die Tomatensäfte) bezeichnet man verschiedene Gerichte aus Auberginen und Hackfleisch. Andere Bezeichnungen bzw. Schreibweisen sind Mousakás, Mousakas und Musaka.
Als Fleischgericht bezeichnet man damit eine Zubereitung aus gefüllten Auberginen und Hackfleisch vom Hammel. Dafür werden zur Vorbereitung Auberginen halbiert und im Ofen gebacken. Anschließend höhlt man sie aus und zerkleinert das Fruchtfleisch. Dieses wird zusammen mit Hackfleisch, Zwiebeln, Knoblauch, gehackten Tomaten, Eiern und Petersilie zu einer Masse vermengt. Andere Auberginen werden in Scheiben geschnitten, mehliert und in Fett schwimmend gebacken. In einer geölten Auflaufform werden die ausgehöhlten Hälften verteilt und schichtweise mit der Hackmasse und den Auberginenscheiben gefüllt. Dies wird in einem Wasserbad im Ofen gegart und mit Tomatensauce angerichtet. In dieser Form gilt es als Gericht der arabischen Küche und der Balkanküche.
Als Gemüse-Hackfleisch-Auflauf der griechischen und türkischen Küche bezeichnet man Gerichte als Moussaka, für die ebenso halbierte Auberginen typisch sind. Diese werden zusammen mit Hackfleisch und Béchamelsauce schichtweise in eine Auflaufform gegeben, mit Käse bedeckt und im Ofen gebacken. In türkischen und griechischen Varianten werden oft Auberginen durch Zucchini ersetzt. Im Balkan finden sich einige weitere Versionen: Tomaten und oft auch Fleisch werden weggelassen und dafür eine Vielzahl weiterer Gemüse eingesetzt. Bulgarische und jugoslawische Varianten benutzen Eier. Weitere Zutaten können Käse, Kartoffeln, Reis, Spinat oder Sauerkraut sein. Bei einer Variante der griechischen Küche werden außerdem Kartoffelscheiben als Schicht hinzugefügt, Lammfleisch statt Hammel verwendet und die Sauce mit Schafskäse verfeinert.
Musaca de vinete („Auberginen-Moussaka“) ist ein ähnliches Gericht der rumänischen Küche. Dafür werden die halbierten Auberginen und Auberginenscheiben jedoch in Öl gebraten, bevor sie ausgehöhlt werden. Als weitere Zutat gibt man angedünstete Champignons und Demiglace zur Hackmasse. Das Anrichten erfolgt ohne Tomatensauce. Ebenso der rumänischen Küche entstammt die Variante Musaca, die als Nationalgericht angesehen wird. Mögliche Gemüse und andere Zutaten sind Kartoffeln, Sellerie, Kraut oder Blumenkohl, auch Nudeln werden verwendet.